# Utopia Planitia
Utopia Planitia (en latín «llanura de ningún lugar») es una extensa llanura (planitia) localizada en el hemisferio norte del planeta Marte, centrada en torno a las coordenadas 49.7 N, 118.0 E. En Utopia Planitia amartizó la sonda de superficie Viking 2 el 3 de septiembre de 1976 y el astromóvil Zhurong el 14 de mayo de 2021.
Utopia Planitia constituye la antípoda de Argyre Planitia.